# 金魚の幽霊

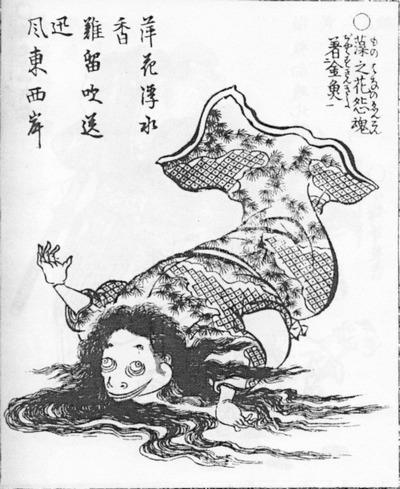
山東京伝『梅花氷裂』の挿絵より「藻之花の怨魂、金魚に着す」

金魚の幽霊（きんぎょのゆうれい）は江戸時代の戯作者・山東京伝による小説『梅花氷裂』にある妖怪、幽霊。名称は妖怪漫画家・水木しげるの著書によるもので、原典では「藻之花の怨魂、金魚に着す」とある（画像参照）。
その昔、信濃国（現・長野県）でのこと。藻之花という女性が、ある家に妾に迎え入れられたが、その家の正妻が隣人にそそのかされ、藻之花の飼っていた金魚の鉢に頭を突っ込んで殺してしまった。その金魚鉢にいた金魚に藻之花の怨念が憑いて怨みを晴らし、正妻もまた怨念によって金魚のような姿に成り果てたという。『梅花氷裂』によれば、怨念が憑いて異形となった金魚がランチュウの始まりとされている。